# Alexander Rzewuski
Adam Władysław Aleksander Rzewuski, Alexander von Rzewuski (ur. 13 kwietnia 1861 w Zabrzu, zm. 1943) – szwajcarski lekarz radiolog polskiego pochodzenia, fotograf, alpinista, współzałożyciel Szwajcarskiego Klubu Alpejskiego w Davos.

## Życiorys
Ukończył szkołę w Katowicach i Gliwicach. W 1879 wyjechał do Davos leczyć się na astmę i został w Szwajcarii na stałe. Honorowy członek Towarzystwa Medycznego w Davos. W 1895 za swoje fotografie Alp otrzymał złoty medal na międzynarodowej wystawie w Salzburgu.
W styczniu 1896 zrobił jedną z pierwszych w historii fotografii przy użyciu promieni X.

## Wybrane prace
- Chemische Wirkung der X-Strahlen. Naturwiss Rdsch 11:419-420, 1896